# ミスディレクション
ミスディレクション（英語: Misdirection）とは、注意を意図していない別の所に向かせる現象やテクニックのこと。
主にマジックで用いられ、観客の注意を別の場所にそらす手法として知られる。右手に注目している間に左手で何か種になる動作を行う、などとして使用される。また、誤った指導や誤認に導く説明としても使用されることがある。

## マジックにおけるテクニック
マジックでは中核的な技術であり、巨大な舞台イリュージョンから小さなクロースアップマジックでも用いられる。手の技術や視線のコントロール、言語によるコントロールによって成り立つ。
初めてミスディレクションという単語を造ったのが誰かは不明であるが、マジシャンであり作家のハーラン・ターベルは「ほとんどの指先の技術を使ったマジックは、ミスディレクションによってできている」と述べており、マジックの百科事典の著者であるT.A.ウォーターは、「ミスディレクションは、ほとんどのマジックの成功の礎である。それなしでは、最も卓越した技術や、機械仕掛けを使ったとしても真のマジックを起こすことはできない」と記している。
スリの技術や、スポーツのフェイントとして使用されることもあり、漫画『黒子のバスケ』では、主人公の黒子がミスディレクションをバスケにおいて用い、注意を逸らし、気づかれずにパス回しをして勝利を掴む描写がある。

## 創作におけるミスディレクション
マジック同様に読者や観客の意識を新相からそらす目的で用いられる技法である。燻製ニシンの虚偽とも呼ばれる。例えば推理小説において、あたかも被害者のダイイングメッセージかのように、真実とは異なる内容を犯人が書き記し、捜査を遅らせるなどの表現で用いられる。

## メンタルトレーニングへの応用
医師でありマジシャンの志村祥瑚は、「ミスディレクションを使ってメンタルトレーニングに応用できる」と主張しており、新体操日本代表チーム「フェアリージャパン」においてミスディレクションを用いたトレーニングを行っている。
ミスディレクション（人々の注意をそらすことで、本来見るべきものを隠すことができるテクニック）を、マジックを用いて視覚的にわかりやすく説明することで、自分のフォーカスをコントロールできるようにトレーニングしており、スポーツにおいて絶対に決められる場面で失敗してしまうのは、過去の失敗や未来の不安にフォーカスが向いており、自身を間違った方向にミスディレクションしている。その瞬間にフォーカスを向けるように戻さなくてはならない、と説明している。

## 学術的根拠
心理学ではInattentional blindness（非注意性盲目）とも言われ、「視野の中に入っているものの、注意が向けられていないために物事を見落としてしまう事象のこと」である。1992年に心理学者のArien Mack博士とIrvin Rock博士が実施した知覚と注意の実験中に観察された現象から発見され、1999年にハーバード大学のダニエル・シモンズ博士とクリストファー・チャブリス博士が行った「見えないゴリラの実験」によって明確に立証された。「見えないゴリラの実験」では被験者には、白いシャツを着た人と黒いシャツを着た人がバスケットボールをパスする短いビデオ映像を見せられ、白いシャツを着た人のパスの回数を数えるよう指示がされた。実験終了後、被験者にいくつかの質問がされ、その中の一つに「何か選手以外に目についたものはありますか？」というものが含まれていた。映像ではゴリラの着ぐるみを着た人が現場を通過したのだが、42%の被験者がそのゴリラの存在に気づかなかった。
ダニエル・シモンズ博士は「われわれは、おおむね見えると予想しているものを見ているのだ」と述べ、ひとつの物事に注意が必要であればあるほど、視界に入っている他のものに注意を払えなくなると指摘している。
人間の脳は、入ってくる情報のすべてを一度に処理することは出来ない。このような現象が起こるのは、脳が様々な感覚入力の取捨選択を行っている為である。
ユタ大学の研究チームが2003年に発表した研究 によると、車の運転中にハンズフリーの携帯電話を利用し会話をしていても「非注意性盲目」に陥ってしまうということが立証されている。シミュレーターを使い、参加者は運転だけで2キロを走行するのを3回、ハンズフリーで会話をしながら運転して同距離を走行するのを3回と、計6回運転を行った。この走行中に掲示されている広告板を見たか、見なかったかを集計したところ、以下のような結果が出た。
広告板を「見た」と答えた割合は、運転のみの場合：65％、運転＋ハンズフリー会話の場合：24％　なお、いずれの場合も、アイトラッカーを利用しているために広告板が視界に入っていることは分かっている。

## 関連リンク
『ミスディレクション』 - コトバンク